# Twombley Glacier
Twombley Glacier är en glaciär i Antarktis. Den ligger i Östantarktis. Australien gör anspråk på området. Twombley Glacier ligger 511 meter över havet.
Terrängen runt Twombley Glacier är varierad. Trakten är obefolkad. Det finns inga samhällen i närheten. 